# ويليام هنري رودس
ويليام هنري رودس (بالإنجليزية: William Henry Rhodes)‏ هو محامي وكاتب وشاعر أمريكي، ولد في 1822، وتوفي في 1876.